# Викофорте
Викофорте (итал. Vicoforte) је насеље у Италији у округу Кунео, региону Пијемонт.
Према процени из 2011. у насељу је живело 2130 становника. Насеље се налази на надморској висини од 520 м.

## Становништво
| 1931. | 1936. | 1951. | 1961. | 1971. | 1981. | 1991. | 2001. | 2011. |
| ----- | ----- | ----- | ----- | ----- | ----- | ----- | ----- | ----- |
| 2.982 | 3.030 | 2.910 | 2.626 | 2.689 | 2.710 | 2.859 | 3.024 | 3.167 |